# Flistads församling, Skara stift
Flistads församling var en församling i Skara stift och i Skövde kommun. Församlingen uppgick 2002 i Götlunda församling.

## Administrativ historik
Församlingen har medeltida ursprung. 
Församlingen var till 1 maj 1917 moderförsamling i pastoratet Flistad och Götlunda. Från 1 maj 1917 till 2002 annexförsamling i pastoratet Götlunda och Flistad som från 1962 även omfattade Vads församling. Församlingen uppgick 2002 i Götlunda församling.

## Kyrkor
- Flistads kyrka